# Korf (Russia)
Korf (in russo Kopф?) è un villaggio situato nell'estremo oriente russo, nel nord della penisola Kamčatka. Si trova nell'Oljutorskij rajon del kraj di Kamčatka. Korf è un porto che si affaccia sul mare di Bering, precisamente sul golfo di Korf.
Deve il suo nome al barone Andrey Korf, primo governatore dell'estremo oriente russo.